# The Charm of the Highway Strip
The Charm of the Highway Strip è il terzo album pubblicato dai Magnetic Fields, pubblicato nel 1994 dalla Merge Records.

## Tracce[1]
1. Lonely Highway – 3:06
2. Long Vermont Roads – 3:27
3. Born on a Train – 3:46
4. I Have the Moon – 2:37
5. Two Characters in Search of a Country Song – 3:33
6. Crowd of Drifters – 3:36
7. Fear of Trains – 3:15
8. When the Open Road Is Closing In – 3:39
9. Sunset City – 4:05
10. Dust Bowl – 2:20

## Musicisti
- Stephin Merritt - voce, tutti gli strumenti
- Sam Davol - violoncello